# Peter Asher
Peter Asher, född 22 juni 1944 i London, är en brittisk popsångare, gitarrist och skivproducent, ena halvan i popduon Peter and Gordon. Han är bror till skådespelerskan Jane Asher.